# Wilhelm Wilkens
Leo Wilhelm Wilkens (25 de noviembre de 1893-4 de enero de 1967) fue un deportista sueco que compitió en remo como timonel. Participó en los Juegos Olímpicos de Estocolmo 1912, obteniendo una medalla de plata en la prueba de cuatro con timonel.

## Palmarés internacional
| Juegos Olímpicos | Juegos Olímpicos   | Juegos Olímpicos | Juegos Olímpicos   |
| Año              | Lugar              | Medalla          | Prueba             |
| ---------------- | ------------------ | ---------------- | ------------------ |
| 1912             | Estocolmo (Suecia) | Medalla de plata | Cuatro con timonel |